# 中国石化

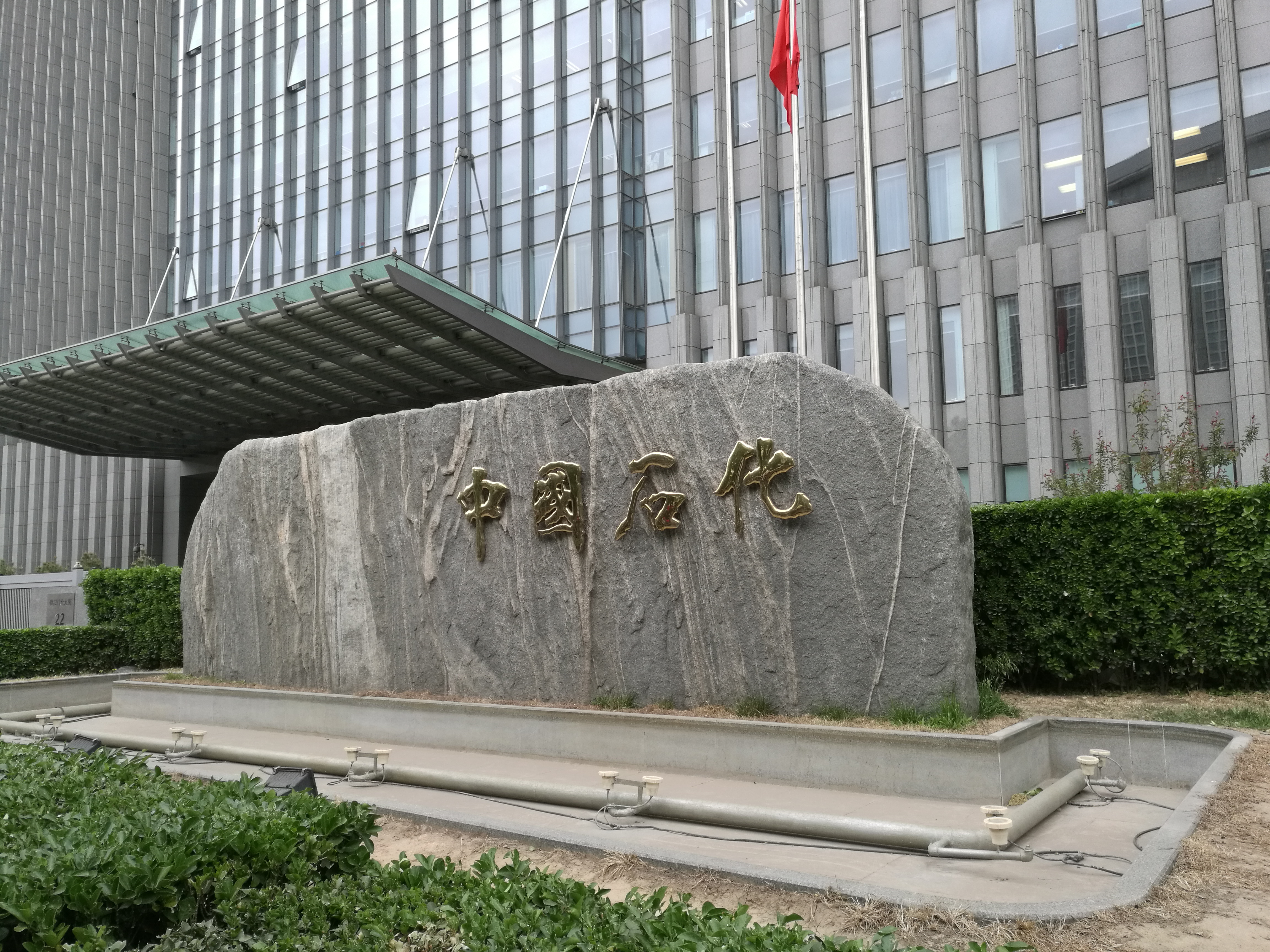
中国石化总部

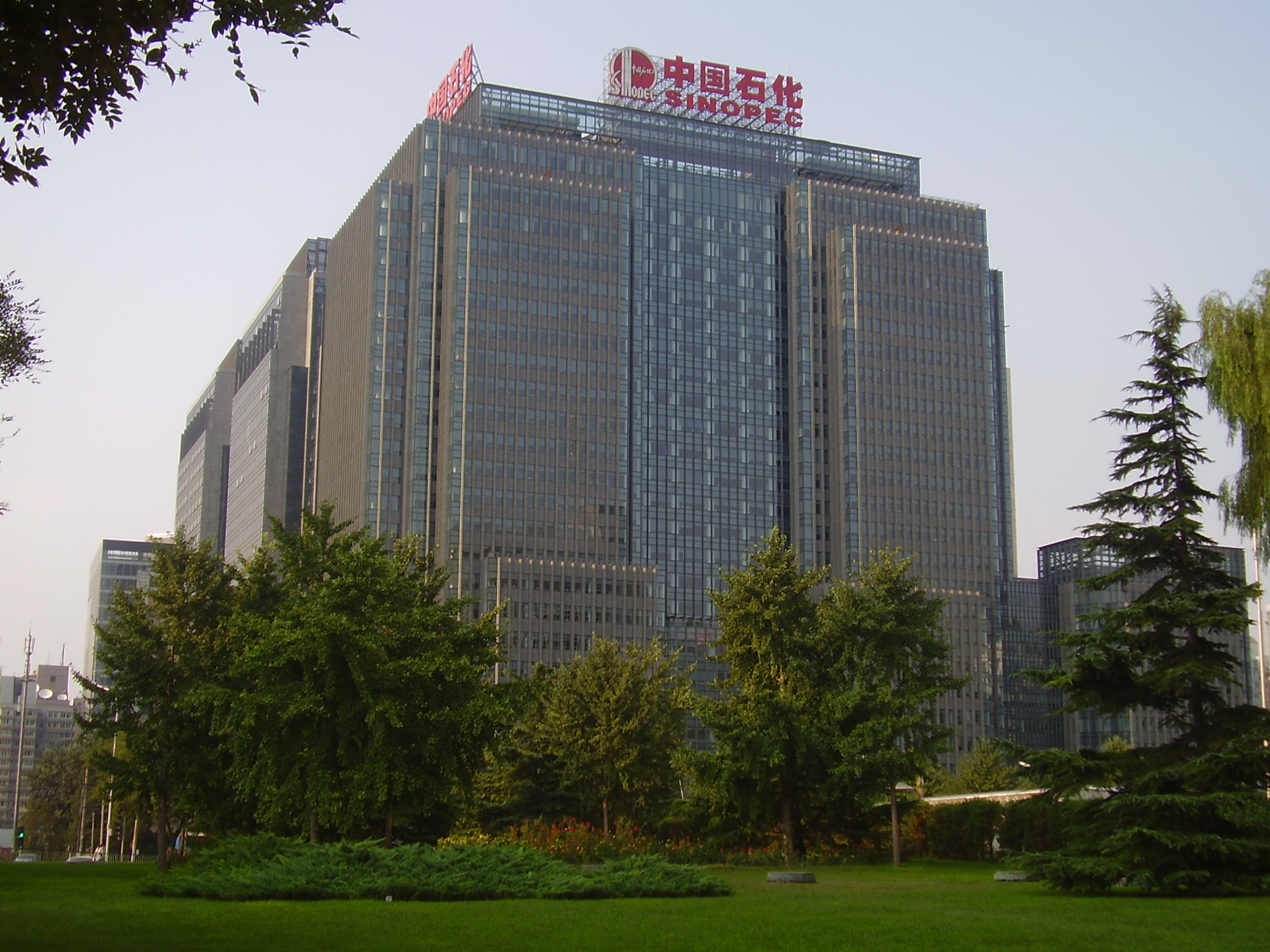
中国石化总部

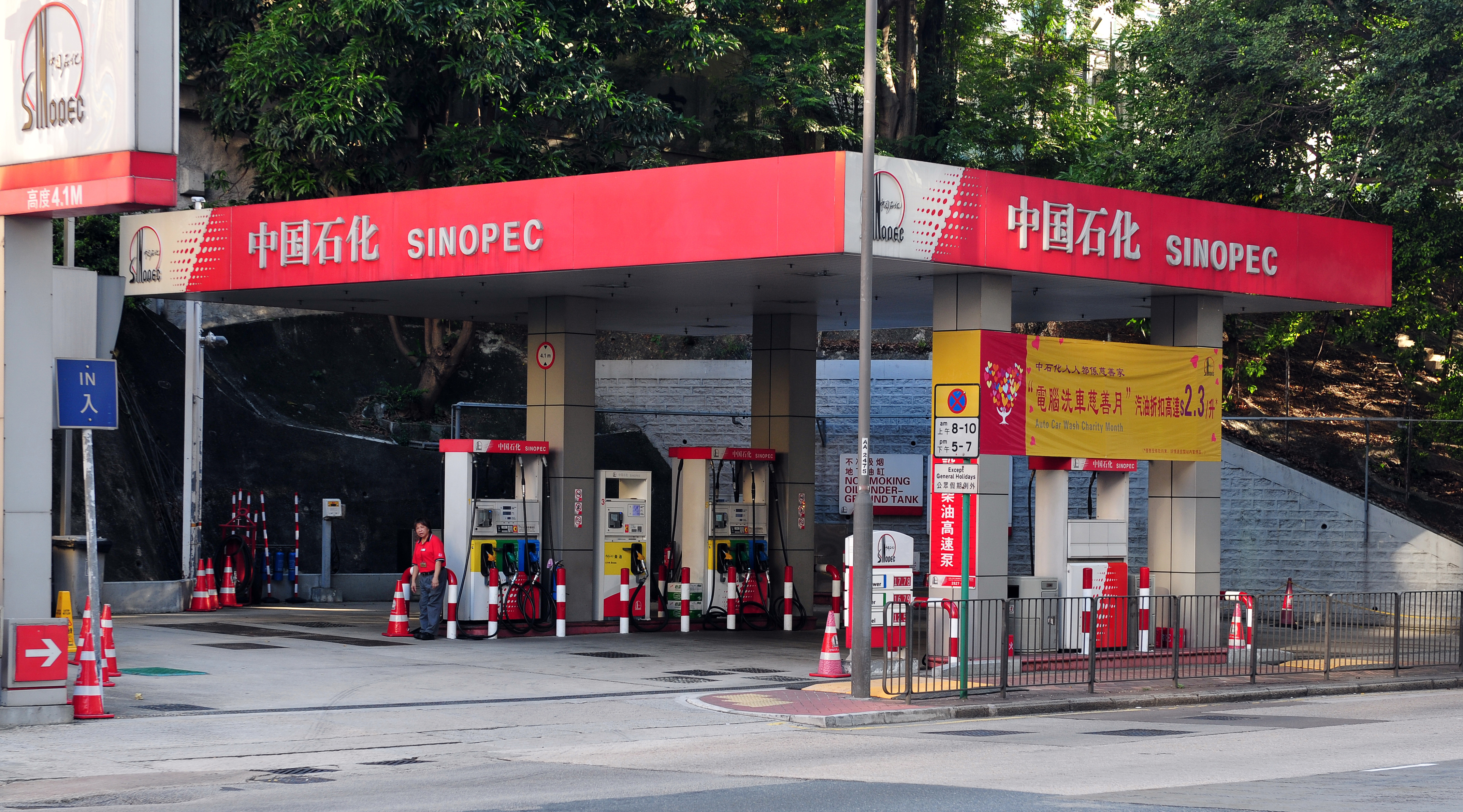
Sinopec Hongkong

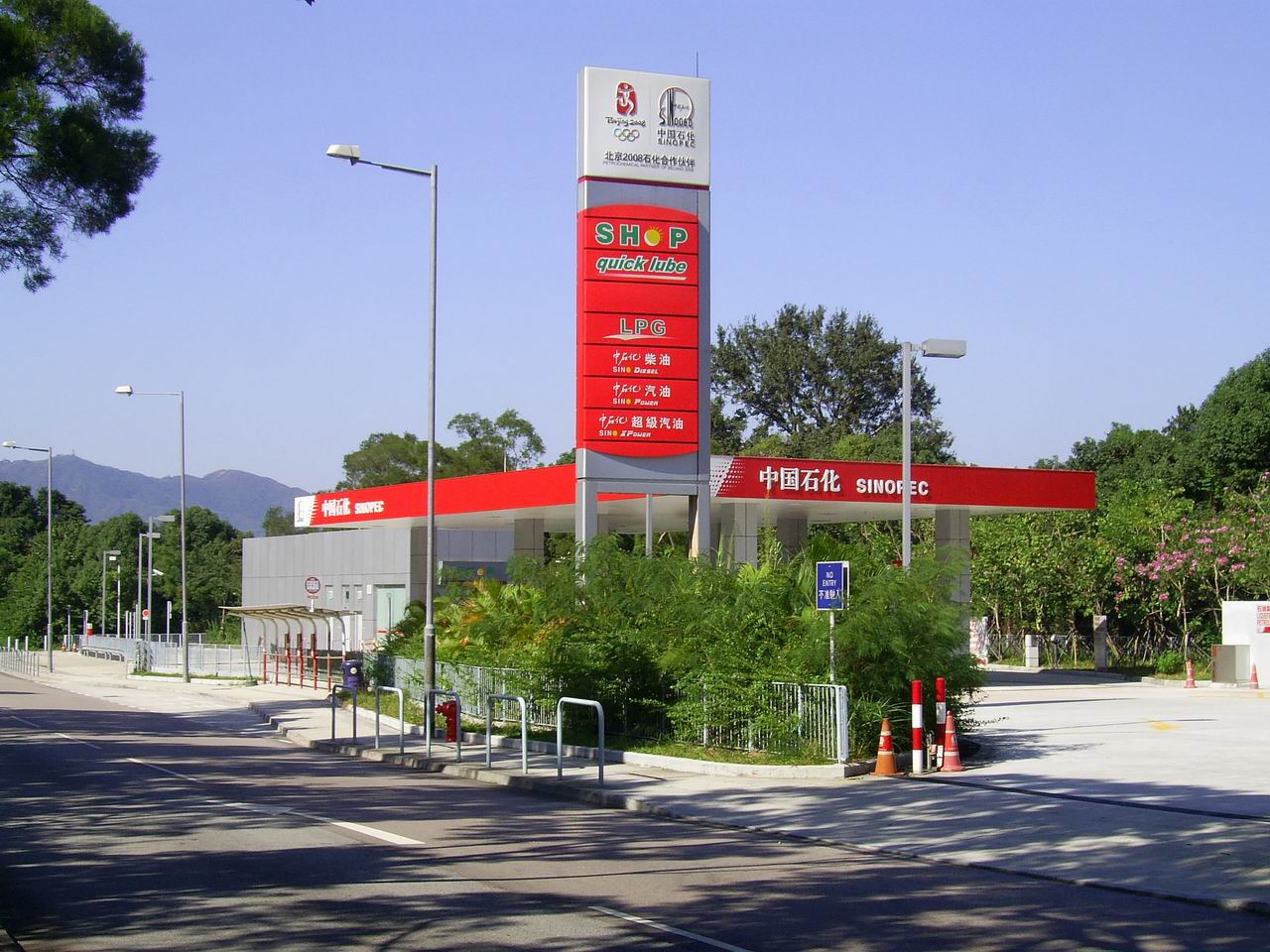
位于香港新界大埔大埔公路大埔滘段的加油站

中国石油化工股份有限公司（英語：China Petroleum & Chemical Corporation ，SINOPEC），简称中石化（港交所：0386、上交所：600028、：SNP、LSE：SNP）是一家巨型能源化工企业。它集石油的勘探、开采、炼制、运输、销售和化工产品的生产于一体，涵盖石油生产的上中下游全流程。公司是由中国石油化工集团公司于2000年2月25日独家发起的股份制企业，在香港、纽约、伦敦和上海的证券交易所分别上市。
中国石油化工集团在2019年《财富》世界500强企业中位居第2名，2020年《财富》世界500强企业中仍位列第2，2019财富中国500强企业位居第1名，2020中石化蝉联第1名。2021年和2022年，中国石化在世界500强中名列第五位。

## 概述
中国的化工行业历来生产厂家众多、生产效率低下、国内竞争激烈、国际竞争力非常薄弱。为改变这一状况，中国政府对石油化工业实施了全面重组，按生产的上下游和地域关系，将原松散型的中国石化总公司与原石油工业部重组成两大集团，即中国石油天然气集团公司和中国石油化工集团公司。中国石油化工股份有限公司就是中国石油化工集团公司的控股子公司。
中国石化的业务主要是石油的开采、销售以及相关化工产品的生产，它与中国石油天然气股份有限公司、中国海洋石油有限公司共同垄断了中国大陆的石油市场。与另两家公司相比，中国石化更注重炼油与化工业务，它是中国最大的石油制品和化工产品生产商，原油生产量位居第二。公司的产品主要有原油、天然气、化纤、化肥、橡胶、成品油等。
2012年10月31日其子公司中国石化国际入股俄罗斯气体加工和石化公司西布尔（SIBUR）旗下克拉斯诺亚尔斯克市合成塑胶厂（Krasnoyarsk Synthetic Rubbers Plant）25%股份加1股。
2013年2月25日中国石化斥10.2亿美元（约79.5亿港元）购Chesapeake Energy Corporation(CEC)所持美国密西西比油气田项目50%股权。该项目于2012年底止平均日产3.4万桶油。
2018年12月，中国石化于新加坡的第一间加油站正式投入运作。 
2019年10月一带一路专案中的该年最大项目-科威特巨型炼油厂完工，中国石化承建比工期提前40天交付，共有六套重型炼油设备，成为中东地区最大炼油厂，能让科威特每年增产3150万吨石油。
2020年2月21日，中国石油化工集团今日在上清所发布公告称，经国务院国有资产监督管理委员会批准，中国石油化工集团公司由全民所有制企业改制为国有独资公司，名称变为中国石油化工集团有限公司。
2020年9月23日，中国石油化工集团旗下的上海高桥石化投产高纯度氢气，这是中华人民共和国炼厂首次产出高纯度氢气。
2021年10月18日，中国石化旗下的卫11储气库建成注气，这是华北最大天然气地下储气库群。 
2022年8月，集团宣布，其存托股票将自行从纽交所退市。2022年11月，其美國存托股份從倫交所退市。

## 合资加油站
中石化与数家国外企业合资成立成品油销售公司，其合资加油站遍布华东、华南。主要有位于武汉、杭州的中石化道达尔，位于浙江绍兴、宁波、萧山的中石化BP，位于苏州、成都、广东的中石化壳牌。

## 事件

### 中石化97号油争论事件
由于中国早期催化裂化催化剂与催化裂化脱硫助剂技术一直处于薄弱状态，其汽油硫含量偏高，而辛烷值不足。为补充辛烷值，中石化不得不在其90号以上的汽油中添加MTBE或MMT(甲基环戊二烯三羰基锰)，造成汽油标号越高，这些抗爆震剂的含量越高，对发动机腐蚀性损害越大，因此出现了中国国内90号以上的汽油都靠勾兑制备的说法，进而引起了中国产97号油不如93号油的争论和中国各种汽油添加剂产业的兴起。中石化在2008年后逐渐引进BP的专利多次裂解技术生产出了直接由多次裂解制法制备的97号或更高标号的汽油，但这种“真正的”97号汽油只在极少数中石化加油站出售。